# Klapplärka
Klapplärka (Corypha apiata) är en fågel i familjen lärkor inom ordningen tättingar.

## Utseende och läte
Klapplärkan är en medelstor satt lärka med liten näbb och rostgrå tvärband huvudets och ovansidans fjädrar, vilket ger den ett fjälligt utseende. Undersidan är varmt beigefärgad med diffusa streck på bröstet. Liknande kastanjettlärkan är större, med mer rostrött på kropp och vingar och ett annorlunda spelbeteende (se Levnadssätt nedan).

## Utbredning och systematik
Klapplärkan förekommer i södra Afrika. Den delas in i två distinkta underarter med följande utbredning:
- Corypha apiata apiata – förekommer i sydvästra Namibia samt västra kustremsan och inlandet i Sydafrika
- Corypha apiata marjoriae – förekommer i Sydafrika (kustnära slätten i Västra Kapprovinsen)

### Släktestillhörighet
Fågeln placerades tidigare i släktet Mirafra, men genetiska studier från 2023 visar att det släktet kan delas upp i fyra klader som är förhållandevis gamla, äldre än flera andra släkten i familjen. Författarna rekommenderar därför att Mirafra delas upp i flera släkten, där klapplärka med släktingar lyfts ut till Corypha. Denna linje följs här.

## Levnadssätt
Klapplärkan bebor tätbevuxna buskmarker i fuktiga fynbos och halvtorr karroo. Där springer och kryper den på marken, födosökande i den höga vegetationen och är svår att få syn på, utom under häckningstiden mellan augusti och oktober. Då utför hanen en spelflykt tre till fem meter upp i luften då den accelererande klappar med vingarna (därav namnet) och avger ett visslat "seeeooo" eller "tseee-tseeeooo" innan den faller ner mot marken med resta vingar. Liknande kastanjettlärkan klappar istället konstant med vingarna snarare än accelererar.

## Status och hot
Arten har ett stort utbredningsområde, men tros minska i antal, dock inte tillräckligt kraftigt för att den ska betraktas som hotad. Internationella naturvårdsunionen IUCN listar arten som livskraftig (LC).